# ژیووتیتسه (ناحیه پلزن-جنوبی)
ژیووتیتسه (به چکی: Životice) یک منطقهٔ مسکونی در جمهوری چک است که در Plzeň-South District واقع شده‌است. ژیووتیتسه ۴٫۳ کیلومتر مربع مساحت و ۵۴ نفر جمعیت دارد و ۵۰۸ متر بالاتر از سطح دریا واقع شده‌است.